# 미사토정 (미야자키현)

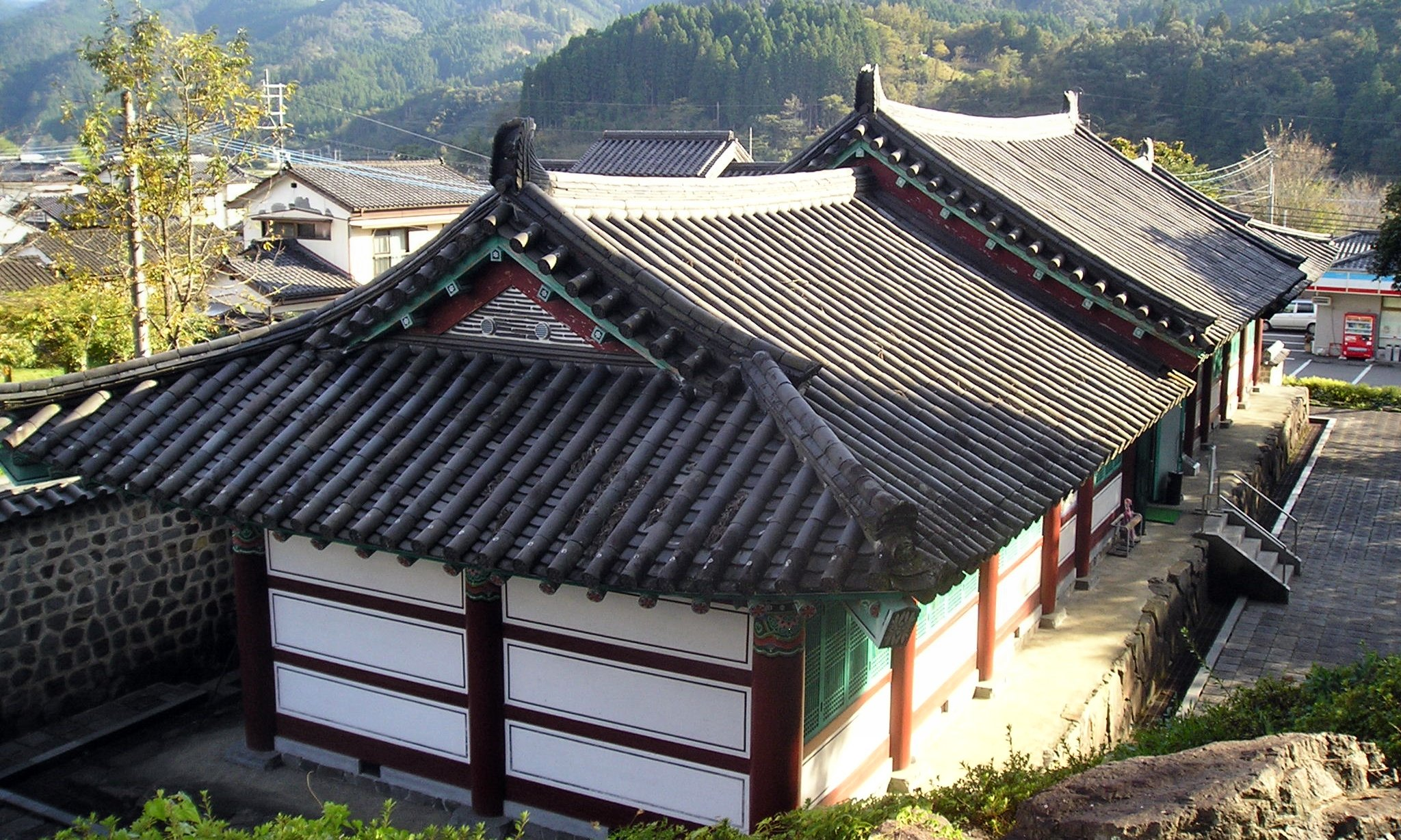
백제마을(百済の里)

미사토정(일본어: 美郷町)은 일본 미야자키현 북부에 있는 히가시우스키군의 정이다. 2006년 1월 1일에 탄생했고 규슈 산지 안에 있는 자연이 풍부한 정이다.

## 지리
험난한 규슈 산지 속에 있고 여기에서 발원하는 크고 작은 다양한 하천이 있다. 면적의 약 90%를 산림이 차지하고 있다.

### 인접한 자치체
- 미야자키시
- 미야코노조시
- 니치난시

## 역사
- 1889년 5월 1일 - 정촌제 시행으로 히가시우스키군 난고촌·사이고촌·기타고촌이 각각 성립하였다.
- 2006년 1월 1일 - 난고촌·사이고촌·기타고촌이 합병해 미사토정이 탄생하였다.

## 경제
농업이 중심으로 표고버섯, 브로일러, 쌀, 차, 육우, 금귤, 배, 밤 등을 생산한다. 좁은 평지를 이용한 시설 원예도 적극적으로 행해지고 있다.

## 교통

### 도로
- 국도 제327호선
- 국도 제388호선
- 국도 제446호선
- 국도 제503호선

## 자매 도시

### 일본 국내
- 일본 오키나와현 도미구스쿠시(1989년)

### 해외
- 대한민국 충청남도 부여군 부여읍(1991년 9월)